# Smågan
Smågan i Transtrands socken i Malung-Sälens kommun är namnet på den första vasaloppskontrollen efter 11 kilometer av loppet. Kontrollen kom till 1983 då det ansågs att det för motionärerna var för långt att åka till Mångsbodarna utan vätskekontroll. Det är också namnet på den sjö vid vilken kontrollen ligger. Smågankontrollen är den enda vasaloppskontroll som inte ligger vid en ordinarie bebyggelsesamling.